# Koenigsegg CC8S
Koenigsegg CC8S — спортивный автомобиль, впервые выпущенный шведской автомобильной компанией Koenigsegg и первый выпущенный автомобиль с двугранными дверями, что впоследствии стало отличительной чертой бренда. Своими новшествами эта модель заслужила награды, а также занесены в книгу рекордов Гиннесса за самый мощный выпущенный двигатель и за дизайн. Это награды от Red Dot в Германии и Utmärkt Svensk Form в Швеции. Внешне от предыдущей модели Koenigsegg CC её отличает передняя оптика, застеклённые фары и форма переднего бампера.

## Разработка
Модель CC8S начиналась как прототип CC. Несмотря на ограниченные ресурсы, шасси, подвеска, тормоза, рычаги и многое другое разрабатывалось небольшой командой компании Koenigsegg. Автомобиль был очень оригинальным и ему было уделено много внимания со стороны, но чтобы прощупать почву Koenigsegg решила продемонстрировать прототип CC на Каннском кинофестивале в 1997 году. Реакция была благоприятной и были налажены первые международные контакты. Автопроизводитель работал уверенно и продвигал производство, начав пять лет спустя в 2002 году серийное производство модели CC8S.

## Обзор

### Корпус
Это двухдверный двухместный тарга-топ, то есть имеющий съёмную крышу седана с дополнительной функций убирания под капот. Шасси из кевлара, усиленное углеродными волокнами, полумонокок с прикреплённым стальным подрамником спереди и алюминиевым подрамником на задней панели для крепления двигателя, коробки передачи и подвески. Весь кузов сделан из углепластика и изготовлен с использованием туннелей Вентури под днищем и диффузоров, которые вместе со спойлерами сзади увеличивают прижимную силу и всё это вместе фронтальной площадью в 1,825 м² уменьшает у CC8S силу сопротивления воздушному потоку.

### Двигатель
CC8S оснащается двигателем 4,7 литра DOHC V8, сделанным из литого алюминия с 4 клапанами на цилиндр и углепластика с весом двигателя 210 кг и при степени сжатия 8.6:1 выдаёт мощность в 655 л.с. при 6500 оборотах в минуту и 750 Н·м при 6500 оборотах в минуту, в форсированном «красном» режиме возможно 7300 оборотов в минуту; привод только на задних колёсах и 6-ступенчатая механическая коробка передач.

### Колёса
CC8S использует колёса из магниевого сплава с центральной гайкой крепления и установленными Michelin Pilot Sport 225/40ZR18 спереди и 335/40ZR20 сзади. Тормоза дисковые, на передних колёсах 340 мм с 6-поршневыми суппортами и 315 мм с 4-поршневыми суппортами на задних со вспомогательной фирменной системой усиления тормоза.

### Характеристики
Как заявлено производителем:
- разгон от 0 до 100 км за 3,5 секунды
- максимальная скорость 390 км/ч
- пробег четверти мили: за 10 секунд при скорости 217 км/ч

## Результат на трассе[4]
| Место  | Трасса         | Время  | Не догнал          | Обогнал      |
| ------ | -------------- | ------ | ------------------ | ------------ |
| 48/116 | Top Gear Track | 1:23.9 | Pagani Zonda C12 S | Ariel Atom 1 |